# Ливадија (област)
Ливадија (грч. Λιβαδειά) је историјска област која одговара садашњој континенталној Грчкој. 
Планине овог подручја су сачувале многе славонске топоними што јасно указује на линију славенског продора у модерној Грчкој. Од запада ка истоку, ова линија полази од Балкарије у Маловлахији и завршава у Тополији , пролазећи кроз Кокинију.